# 愛知県道480号美合幸田線
愛知県道480号美合幸田線（あいちけんどう480ごう みあいこうたせん）は、愛知県岡崎市から額田郡幸田町に至る一般県道である。

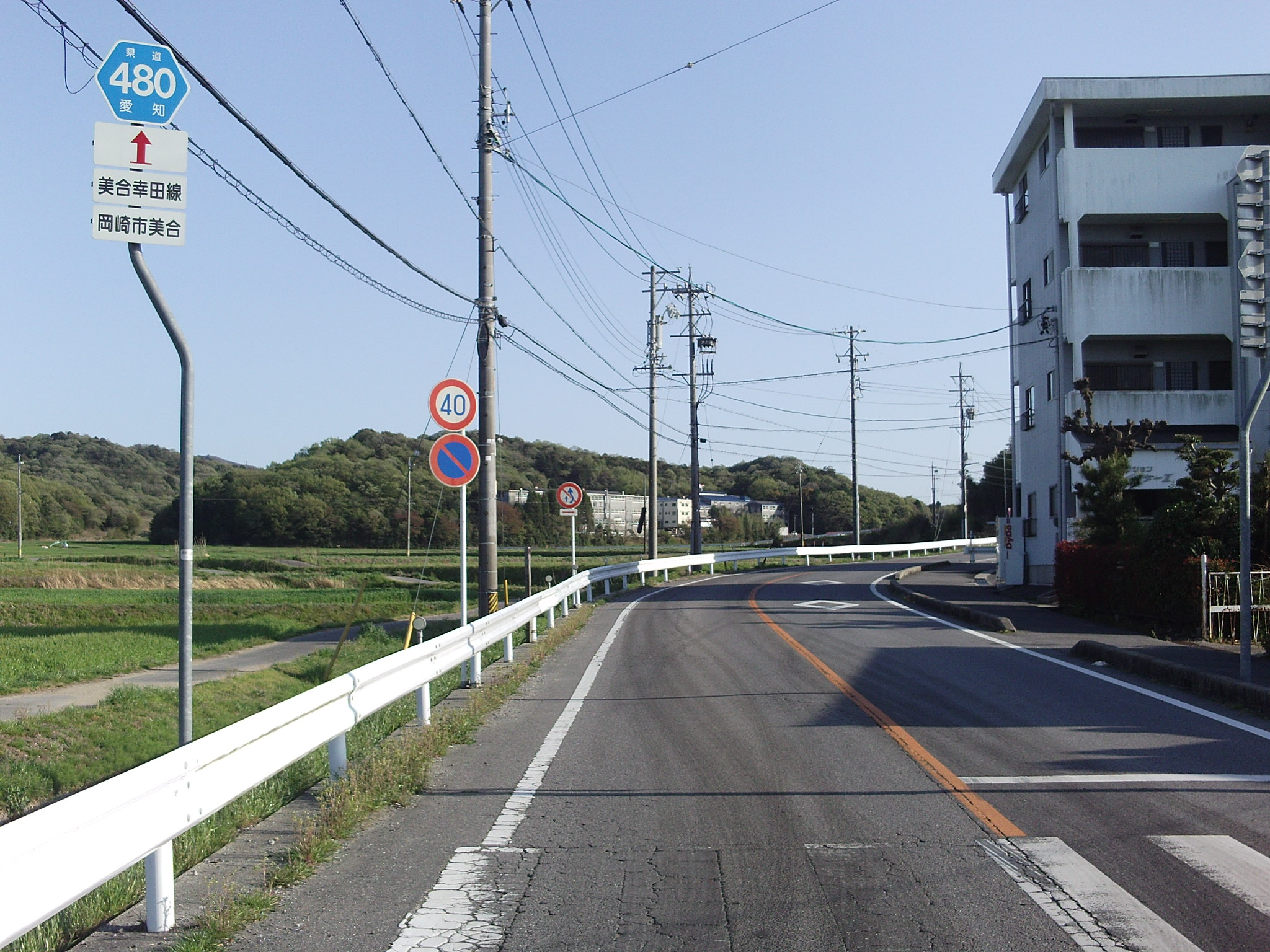
起点の美合。かつて馬頭野と呼ばれていた地域。

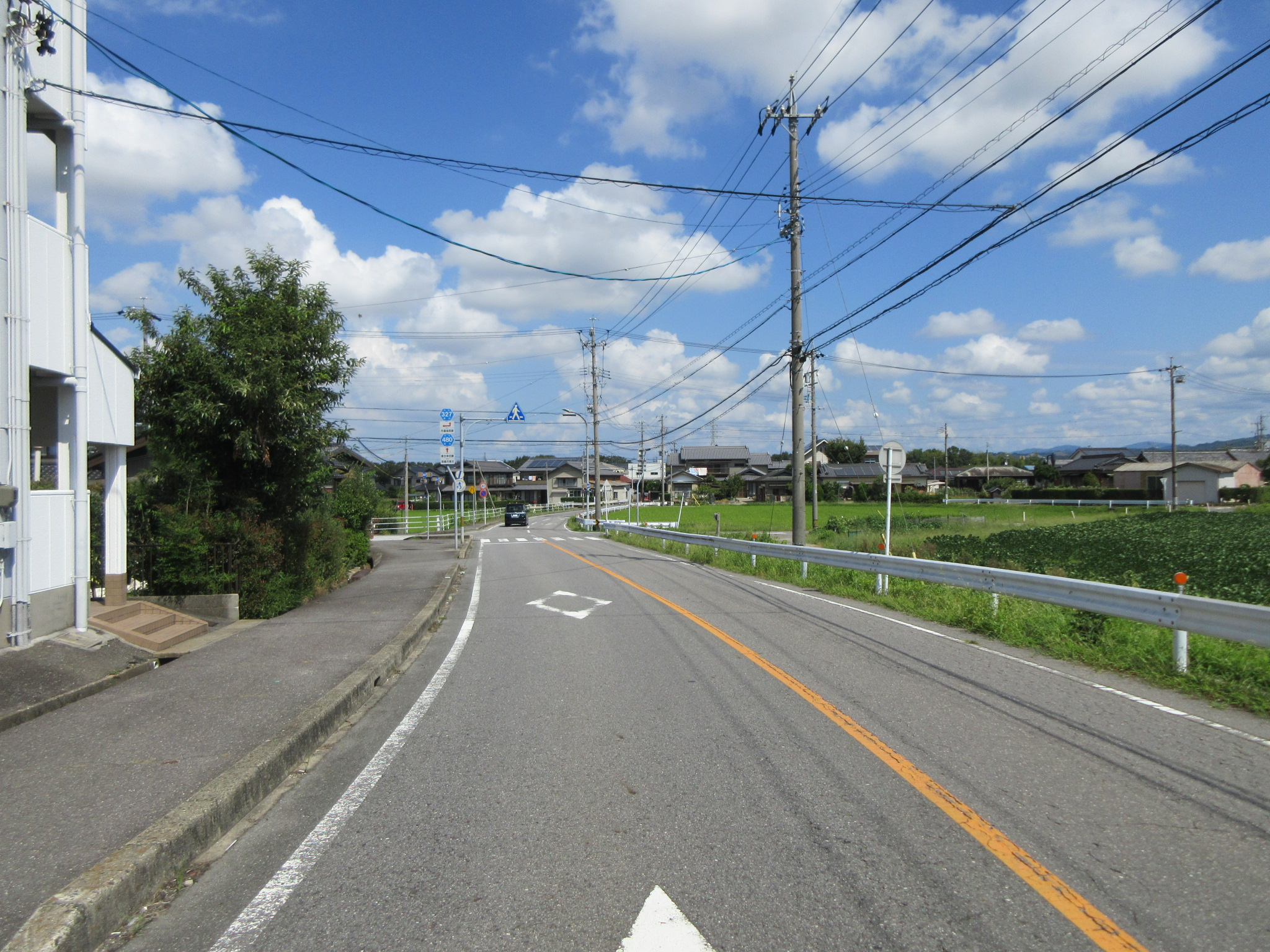
起点の付近。

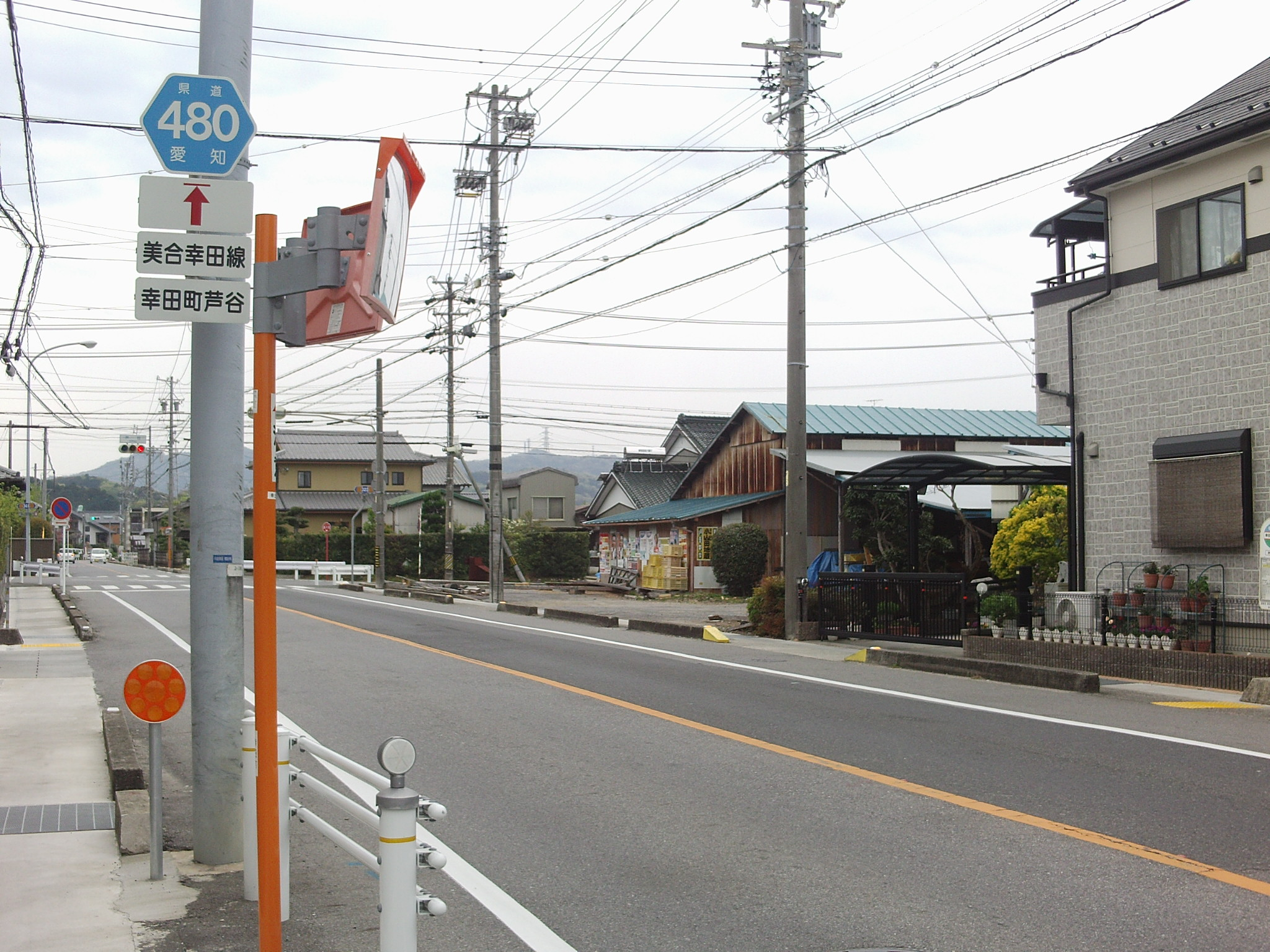
終点の芦谷。

## 概要

### 路線データ
- 起点：愛知県岡崎市美合町（愛知県道326号桑谷柱線交点）
- 終点：愛知県額田郡幸田町（愛知県道323号芦谷蒲郡線交点）

## 沿革
- 1967年12月28日：認定

## 通過する自治体
- 愛知県
  - 岡崎市 - 額田郡幸田町

## 接続する道路
- 愛知県道326号桑谷柱線（緑丘通り）（岡崎市美合町本郷地内）
- 愛知県道328号本郷美合停車場線（馬頭道）（同上）
- 愛知県道327号市場福岡線（藤川街道）（美合町地内で重複）
- 愛知県道324号生平幸田線（大草八ツ面交差点・大塚交差点間で重複）
- 国道248号（横落交差点）
- 愛知県道323号芦谷蒲郡線（芦谷交差点）

## 周辺
- 葵カントリークラブ
- ハッピネス・ヒル・幸田

## 別名
- 馬頭道（岡崎市）